# السوالم عباد (سيدي رحال الشاطئ)
السوالم عباد هي إحدى مشيخات المملكة المغربية، تتبع جغرافيا لإقليم برشيد وإداريًا لسيدي رحال الشاطئ. يقدر عدد سكانها بـ 5596 نسمة حسب الإحصاء الرسمي للسكان والسكنى لسنة 2004.